# Jens Marco Scherf

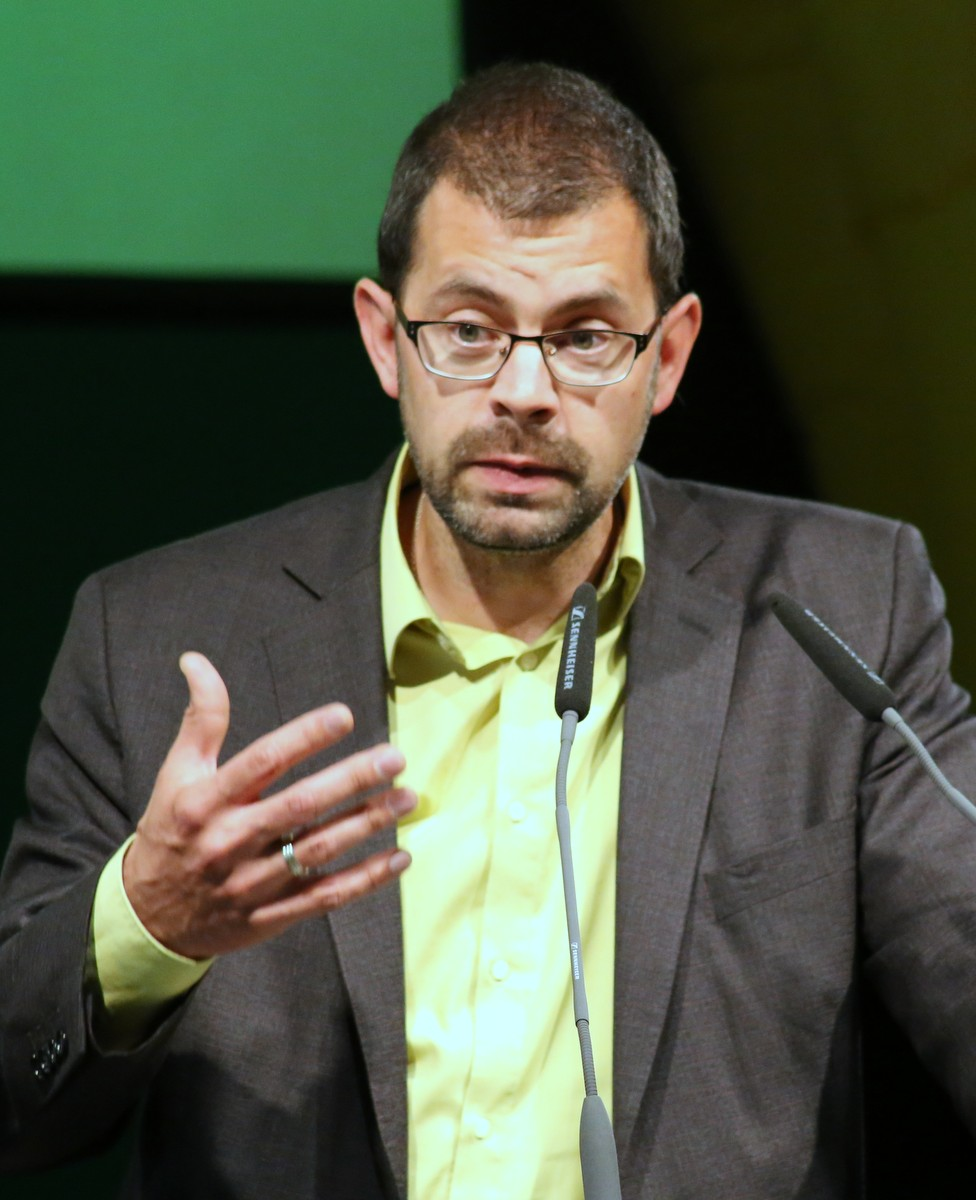
Jens Marco Scherf (April 2016)

Jens Marco Scherf (* 12. August 1974 in Erlenbach am Main) ist ein deutscher Politiker (Bündnis 90/Die Grünen). Er wurde am 30. März 2014 in einer Stichwahl zum Landrat des Landkreises Miltenberg gewählt.

## Leben
Scherf wuchs in Wörth am Main und in Mechenhard auf. Nach dem Abitur in Erlenbach am Main 1993 studierte er in Würzburg Deutsch, Geschichte, Sozialkunde und Evangelische Religion für das Lehramt an Hauptschulen. Nach dem 2. Staatsexamen in Faulbach folgten sechs Jahre als Lehrer in Mömlingen. In dieser Zeit legte er das Staatsexamen als Qualifizierte Beratungslehrkraft ab. Als Konrektor an der Grund- und Hauptschule in Klingenberg von 2006 bis 2008 führte er die Berufsorientierung und die Jugendsozialarbeit ein und initiierte die Gründung eines Fördervereins. Scherf war von 2008 bis 2014 Rektor der Verbandsschule Faulbach. Einführung der Berufsorientierung, der Ganztagsschule, der Jugendsozialarbeit sowie eines Konzepts zur individuellen Förderung waren wesentliche Bausteine der Entwicklung. Unter seiner Führung wurde die Grundschule Profilschule für Inklusion, und die Mittelschule wurde 2013 dritter Bayerischer Landessieger beim Bundeswettbewerb Starke Schule.
Scherf ist verheiratet und hat vier Kinder. Er lebt mit seiner Familie in Wörth am Main.

## Politische Laufbahn
Scherf, der in seiner Schulzeit Mitglied der Jungen Union war, ist seit 1994 Mitglied bei den Grünen, von 2002 bis 2014 war er zudem Fraktionsvorsitzender seiner Partei im Kreistag Miltenberg und von 2008 bis 2014 außerdem Stadtratsmitglied und dritter Bürgermeister von Wörth am Main.
Für die Kommunalwahlen in Bayern 2014 wurde Scherf von Bündnis 90/Die Grünen, SPD und ÖDP als Landratskandidat nominiert. Er erhielt im ersten Wahlgang 31,16 % der Stimmen, sein stärkster Kontrahent Michael Berninger (CSU) erhielt 47,54 % der Stimmen. Da somit keiner der Kandidaten die absolute Mehrheit erreicht hatte, erfolgte am 30. März 2014 eine Stichwahl. Scherf konnte diese mit nur 40 Stimmen Vorsprung mit 50,05 % gewinnen, womit er zusammen mit Wolfgang Rzehak ab 1. Mai 2014 der erste grüne Landrat in Deutschland war.
Als Landrat ist Scherf u. a. Vorsitzender des Verwaltungsrates der Sparkasse Miltenberg-Obernburg, der Stiftung Altenhilfe Landkreis Miltenberg, der Burglandschaft, des Tourismusverbandes Spessart-Mainland oder der LAG Main4Eck. Von 2016 bis 2018 stand er auch der Initiative Bayerischer Untermain vor. Von 2015 bis 2019 war er als Vertreter des kommunalen Netzwerks GRIBS Mitglied des Landesausschusses von Bündnis 90/Die Grünen.
Bei der Kommunalwahl am 15. März 2020 wurde Scherf mit 69,25 % der Stimmen gegen den CSU-Bewerber Armin Bohnhoff in seinem Amt bestätigt.
Im Frühjahr 2021 wurde Scherf zum Vorsitzenden des Ausschusses für Umwelt und Landesentwicklung beim Bayerischen Landkreistag gewählt.
Er war Mitglied der 17. Bundesversammlung 2022.
Ab Februar 2023 wandte sich Scherf wiederholt öffentlich gegen die Flüchtlingspolitik der Bundesregierung und begründete dies mit einer dauerhaften Überforderung der Kommunen. Eine Integration sei nur unter belastbaren Rahmenbedingungen leistbar.
Im Jahr 2024 verantwortete Scherf die Fusion der Sparkasse Miltenberg-Obernburg und der Sparkasse Aschaffenburg-Alzenau als Verwaltungsratsvorsitzender zur Sparkasse Aschaffenburg Miltenberg.
Im Herbst 2024 gab Scherf bekannt, dass er aus gesundheitlichen Gründen nicht für eine dritte Amtszeit als Landrat zur Verfügung stehe, seine Amtszeit werde damit am 30. April 2026 enden. Mit diesem Tag werde er sich aus der Politik zurückziehen. Mitte März 2025 erklärte Scherf, seine Dienstgeschäfte aufgrund einer chronischen Migräneerkrankung bis auf Weiteres an seinen Stellvertreter Bernd Schötterl (Freie Wähler) abgegeben zu haben.
2025 wurde ihm der Bayerische Verdienstorden verliehen.